# Gay (Georgia)
Gay es un pueblo ubicado en el condado de Meriwether en el estado estadounidense de Georgia. En el censo de 2000, su población era de 149.

## Demografía
En el 2000 la renta per cápita promedia del hogar era de $26,667, y el ingreso promedio para una familia era de $29,583. El ingreso per cápita para la localidad era de $20,840. Los hombres tenían un ingreso per cápita de $31,875 contra $26,250 para las mujeres.

## Geografía
Gay se encuentra ubicado en las coordenadas 33°5′38″N 84°34′26″O / 33.09389, -84.57389 (33.093797, -84.573924).
Según la Oficina del Censo, la localidad tiene un área total de 2,2 km² (0,8 mi²), de la cual 2,2 km² (0,8 mi²) es tierra y 0 km² (0 mi²) (0.00%) es agua.